# 城南病院 (茨城県)
城南病院（じょうなんびょういん）は、茨城保健生活協同組合が茨城県水戸市城南に設置する病院。
全日本民主医療機関連合会（民医連）に加盟している。

## 診療科
(この節の出典)
- 内科
- リハビリテーション科
- 泌尿器科
- 外科
- 整形外科
- 小児科
- 神経内科
- 循環器内科
- 呼吸器内科
- 消化器内科
- 精神科

## 医療機関の認定
(この節の出典)
- 保険医療機関
- 労災保険指定医療機関
- 指定自立支援医療機関（更生医療）
- 生活保護法指定医療機関（中国残留邦人等の円滑な帰国の促進並びに永住帰国した中国残留邦人等及び特定配偶者の自立の支援に関する法律（平成6年法律第30号）に基づく指定医療機関を含む。）
- 原子爆弾被害者医療指定医療機関
- 原子爆弾被害者一般疾病医療取扱医療機関
- 公害医療機関
- 臨床研修病院
- 無料低額診療事業実施医療機関
- このほか、各種法令による指定・認定病院であるとともに、各学会の認定施設でもある。

## 差額ベッド代について
病院の理念により、差額ベッド料（個室料）を徴収していない。

## 交通アクセス
- JR常磐線・JR水郡線・鹿島臨海鉄道「水戸駅」南口から徒歩約13分

## 周辺
- 駅南平和公園
- 茨城県水戸合同庁舎